# Porno Party
Porno Party ist das erste Kollaboalbum der Berliner Rapper Mr. Long und Frauenarzt. Es erschien im Jahr 2002 über das Label Rap Haus Records.
Im Jahr 2005 erschien ein Nachfolge-Album mit dem Titel Porno Party 2.

## Produktion
Die Beats für das Album wurden überwiegend von DJ Reckless produziert. Lediglich die Instrumentale der Songs Wir geben es hart und Sucks on Dick stammen von Frauenarzt bzw. DJ Korx.

## Covergestaltung
Das Albumcover zeigt die Rapper Mr. Long in rotem T-Shirt und Frauenarzt in weißem T-Shirt, umgeben von vier leicht bekleideten Frauen. Im oberen Teil des Bildes befinden sich die Schriftzüge Reckless präsentiert: und Mr. Long & Frauenarzt in weiß bzw. grau. Der Titel Porno Party steht in rosa Buchstaben in der Mitte des Covers. Der Hintergrund ist ebenfalls größtenteils in Rosa gehalten.

## Gastbeiträge
Außer den beiden Hauptkünstlern tritt auf dem Album nur der Rapper Megamix Mike in Erscheinung. Dieser ist auf dem Song Komm lass uns ficken zu hören.

## Titelliste
| #  | Titel                | Gastmusiker  | Produzent   | Länge |
| -- | -------------------- | ------------ | ----------- | ----- |
| 1  | Wir geben es hart    |              | Frauenarzt  | 3:42  |
| 2  | Geile Sau            |              | DJ Reckless | 1:38  |
| 3  | Mit den Ärschen 2002 |              | DJ Reckless | 3:39  |
| 4  | Strip Club           |              | DJ Reckless | 4:03  |
| 5  | Lass dich gehen      |              | DJ Reckless | 3:41  |
| 6  | Sucks on Dick        |              | DJ Korx     | 2:24  |
| 7  | Porno Party          |              | DJ Reckless | 3:44  |
| 8  | Oh mein Schatz       |              | DJ Reckless | 3:55  |
| 9  | Getunte Autos        |              | DJ Reckless | 3:25  |
| 10 | Komm lass uns ficken | Megamix Mike | DJ Reckless | 4:54  |
| 11 | Porno Party (Remix)  |              | DJ Reckless | 4:26  |
| 12 | Mega Mix             |              | DJ Reckless | 3:16  |
| 13 | Wir fliegen weg      |              | DJ Reckless | 2:31  |

## Indizierung
Das Album wurde am 31. März 2006 von der Bundesprüfstelle für jugendgefährdende Medien indiziert und auf die Liste A gesetzt. Somit darf der Tonträger seitdem nicht mehr an Personen unter 18 Jahren verkauft oder diesen zugänglich gemacht werden.